# Susan Moody
Susan Moody, pseudonimo di Susan Elizabeth Horwood (Oxford, 18 gennaio 1940), è una scrittrice britannica, nota per i suoi romanzi polizieschi e thriller.

## Biografia
Susan Elizabeth Horwood è nata nel 1940 a Oxford, città in cui è cresciuta, e visse nel Tennessee per dieci anni. Nel 1961 sposò Walter F. Bertsch, con cui ebbe due figli maschi. Rimase vedova e si risposò nel 1973 con John Moody, da cui ebbe un altro figlio. Nel 1978 ottenne un bachelor of Arts alla Open University e in seguito esordì con due romanzi storici con lo pseudonimo di Susannah James.
Dal 1983 al 1985 lavorò come tutor di scrittura creativa nella prigione di Bedford. Nel 1984 pubblicò il suo primo romanzo poliziesco, Penny Black (57⁰ tra i migliori cento romanzi gialli di tutti i tempi), che inaugurò la serie sull'investigatrice dilettante Penny Wanawake. Nel 1989-1990 presiedette la Crime Writers' Association (fu già vicepresidentessa nel 1988-1989).
Nel 1993 iniziò un nuovo ciclo, con protagonista Cassandra Swann. Nello stesso anno scrisse il romanzo rosa Love Over Gold (novellizzazione di una pubblicità televisiva sul Nescafé) con lo stesso nome d'arte del suo esordio. Nel 1995 pubblicò il romanzo Misselthwaite, sequel de Il giardino segreto di Frances Hodgson Burnett, che vinse il Romantic Novelists' Association Award nello stesso anno. Ha scritto racconti brevi per periodici e antologie quali Classic Christmas Crime e Murder on Deck, entrambe nel 1998.
Il 5 settembre 2001 sposò il matematico scozzese John Dalgleish Donaldson. Con il nome di Susan Madison scrisse The Colour of Hope (2000), su una famiglia che lotta contro la perdita della figlia in un incidente in barca, The Hour of Separation (2002) e Touching the Sky (2003). Dal 2016 pubblicò la trilogia con protagonista Alex Quick.
È membro del Detection Club e fu rappresentante permanente britannica all'International Association of Crime Writers. Ha tenuto anche corsi sulla scrittura di gialli e ha insegnato in Inghilterra, Francia, Australia, Stati Uniti d'America e Danimarca.

## Opere

### Serie di Penny Wanawake
- 1984 – Penny Black, Fawcett Books, New York
- 1984 – Penny Dreadful, Ballantine Books, New York
- 1985 – Penny Post, Ballantine Books, New York
- 1986 – Penny Royal, Ballantine Books, New York
- 1988 – Penny Wise, Ballantine Books, New York
- 1989 – Penny Pinching, Ballantine Books, New York
- 1990 – Penny Saving, Michael Joseph, Londra

### Serie di Cassandra Swann
- 1993 – Takeout Double, Headline, Londra
- 1994 – Grand Slam, Headline, Londra
- 1995 – King of Hearts, Headline, Londra
- 1996 – Doubled in Spades, Headline, Londra
- 1997 – Sacrifice Bid, Headline, Londra
- 1998 – Dummy Hand, Headline, Londra

### Trilogia di Alex Quick
- 2016 – Quick and The Dead
- 2016 – Quick Off the Mark
- 2018 – Quick on the Draw

### Romanzi
- 1990 – Playing With Fire, Macdonald, Londra
  - 1991 – pubblicato come Mosaic, Delacorte Press, New York
- 1990 – The Hatchards Crime Companion, Hatchards
- 1991 – Hush-a-bye, Macdonald, Londra
- 1993 – House of Moons, Hodder & Stoughton, Londra
- 1994 – The Italian Garden, Hodder & Stoughton, Londra
- 1994 – Death Takes a Hand, Thorndike Press, Thorndike
- 1995 – Misselthwaite, Hodder & Stoughton, Londra
  - 1998 – pubblicato come Return to the Secret Garden, Thorndike Press, Thorndike
- 1998 – Falling Angel, Hodder & Stoughton, Londra
- 2011 – Losing Nicola
- 2012 – Dancing in the Dark
- 2012 – Loose Ends
- 2013 – A Final Reckoning

#### Come Susannah James
- 1981 – A Distant Shore, New American Library, New York
- 1984 – Lucia's Legacy, New American Library, New York
- 1993 – Love Over Gold, Bantam Press, Londra

#### Come Susan Madison
- 2000 – The Colour of Hope, St. Martin's Press, New York
- 2002 – The Hour of Separation, Bantam Books, New York
- 2003 – Touching the Sky, Bantam Books, New York

### Racconti in antologie
- 1995 – The Guilty Party in The Year's Best Fantasy and Horror Ninth Annual Collection (1996)

## Premi
- Romantic Novelists' Association Award (1995).[2]